# Marija Zerova
Marija Jakovlevna Zerova, ukrajinska biologinja, * 7. april 1902, Kozjatin, Ruski imperij, † 21. julij 1994, Kijev, Ukrajina.
Marija Zerova je bila znana po svojem delu na področju mikologije. Njena raziskava je vključevala delo na področju ektrotrofne mikorize in glivičnih bolezni kavčukovca (Hevea brasiliensis) in pese (Beta sp.). Veliko je prispevala k več zvezkom knjige Določanje gob Ukrajine, ki so izšli med letoma 1967 in 1979. Njena zbirka 12.000 primerkov gliv in rastlin je danes shranjena v Narodnem herbariju Ukrajine.

## Izobraževanje
Leta 1917 je zaključila žensko gimnazijo Mariinskij in se vpisala na Kijevski medicinski inštitut. Vendar je zbolela za tuberkulozo in po treh letih študij prekinila. Nato je obiskovala Kijevsko univerzo, kjer je študirala na Biološki fakulteti v okviru (takratnega) Zavoda za javno šolstvo. Diplomirala je leta 1924.
Leta 1942 je Zerova zagovarjala disertacijo iz mikologije z naslovom Pleomorfizem nekaterih askomicetov o ontogenetskih razmerjih Ascomycota do gliv imperfecti. Leta 1969 je prejela višjo stopnjo doktorja znanosti za tezo Proučevanje mikroflore ZSSR in mikorize stepskega dela Ukrajine.

## Kariera
Po diplomi je Zerova sprva delala kot šolska učiteljica. Vendar je kmalu nadaljevala znanstveno kariero in svoje življenje posvetila preučevanju taksonomije, ekologije in uporabe gliv. Po delu na Znanstvenoraziskovalnem inštitutu za sladkorno peso je bila leta 1932 imenovana za vodjo fitopatološkega oddelka Znanstvenoraziskovalnega inštituta za gumo in gumene izdelke. Proučevala je mikrofloro in bolezni kavčukovcev ter identificirala in opisala štiri nove vrste gliv: Macrosporium tausaghyzianum Zerova; Phyllosticta tausaghyziana Zerova; Myrothecium transchelianum Zerova & Tropova in Melanospora asclepiadis Zerova (mikoparazit Fusarium solani App. & Wr.).
Preselila se je na Inštitut za gozdne nasade in raziskovala patologijo rastlin in tudi, kako bi mikologija lahko izboljšala zasaditev dreves in grmovnic v urejenih urbanih območjih. Na 160 rastlinskih vrstah je identificirala več kot 400 vrst gliv, nekaj novih v znanosti.
Leta 1942 se je Zerova pridružila Inštitutu za botaniko MG Kholodny Akademije znanosti ZSSR in tam ostala do konca svoje kariere. Leta 1963 je postala predstojnica oddelka za mikologijo, od leta 1972 do smrti leta 1994 pa je bila višja raziskovalka-svetovalka. V 50. letih dvajsetega stoletja  so se začele na Inštitutu raziskave mikorize in tako so se njene raziskave preselile na to področje. Raziskovala je raznolikost vrst, povezanih z drevesi, grmovnicami ter travami ukrajinske stepe. Vzorci, ki jih je zbrala med tem delom, se zdaj hranijo v Nacionalnem herbariju Ukrajine v okviru Inštituta za botaniko.
Kasneje, v šestdesetih letih dvajsetega stoletja, je delala na klasifikaciji gliv, vključno z rodoma Inocybe in Dacryomstra. Pri tej raziskavi je uporabila novo tehnologijo vrstične elektronske mikroskopije. Vodila je raziskave o povečevanju števila vrst gliv namenjenih prehrani ljudi, vključno z razvojem metod gojenja več vrst. Te strategije gojenja so bile pomembnejše po spoznanju, da lahko divje glive kopičijo težke kovine in radioaktivne izotope iz tal. Začela je tudi raziskovanje zdravilnih lastnosti nekaterih od teh vrst.
V svoji karieri je nadzirala podiplomske študente in imela predavanja in seminarje za javnost ter znanstvene konference.

## Publikacije
Zerova je avtorica ali soavtorica več kot 200 publikacij. Sem spadajo knjige o glivah Ukrajine.
- M. Ja. Zerova, Užitne in strupene gobe Ukrajine (Їстівні та отруйні гриби України) (v ukrajinščini, dve izdaji, 1963 in 1970).
- M. Ja. Zerova in SP Wasser, Užitne in strupene gobe ukrajinskih Karpatov (Їстівні та отруйні гриби Українських Карпат) (v ukrajinščini, 1972).
- M. Ja. Zerova, Atlas gob Ukrajine (Атлас грибів України) (v ukrajinščini, 1974). Z barvnimi risbami 550 vrst gob.

Bila je ena od avtoric Določanje gob Ukrajine (Визначник грибів України), ki je izšla v petih zvezkih v sedmih knjigah med letoma 1967 in 1979, čeprav se je delo na njej začelo že leta 1946. Prispevala je k 2. zvezku o askomikoti in bazidiomikoti, najdeni v regiji Ukrajine, in tudi k 3. zvezku, kjer je zagotovila kritično revizijo fungi imperfecti.
V 60. letih je Zerova objavila splošna dela o klasifikaciji in razvoju askomicet.

## Nagrade
Decembra 1983 je Zerova prejela državno nagrado Ukrajine za znanost in tehnologijo na področju znanosti in tehnologije za svoj prispevek k Določanju gob Ukrajine (1967–1979).

## Osebno življenje
Spoznala in poročila se je z Dmitrijem Zerovom, ko je bila študentka na Kijevski univerzi. Imela sta otroka, zoologinjo Marino Zerovo.